# Herrarnas svikthopp i simhopp vid olympiska sommarspelen 1988
Herrarnas svikthopp i de olympiska simhoppstävlingarna vid de olympiska sommarspelen 1988 hölls den 19-20 september i Seoul. 

## Medaljörer
| Event             | Guld              | Silver           | Brons           |
| 3 meter svikthopp | Greg Louganis USA | Tan Liangde Kina | Li Deliang Kina |

## Resultat
| Placering | Hoppare                  | Kval   | Kval      | Final            |
| Placering | Hoppare                  | Poäng  | Placering | Poäng            |
| --------- | ------------------------ | ------ | --------- | ---------------- |
| 1         | Greg Louganis (USA)      | 629,67 | 3         | 730,80           |
| 2         | Tan Liangde (CHN)        | 682,65 | 1         | 704,88           |
| 3         | Li Deliang (CHN)         | 607,77 | 4         | 665,28           |
| 4         | Albin Killat (FRG)       | 642,60 | 2         | 661,47           |
| 5         | Mark Bradshaw (USA)      | 588,15 | 7         | 642,99           |
| 6         | Jorge Mondragón (MEX)    | 594,36 | 5         | 616,02           |
| 7         | Jesús Mena (MEX)         | 581,01 | 8         | 598,77           |
| 8         | Edwin Jongejans (NED)    | 591,45 | 6         | 588,33           |
| 9         | Niki Stajković (AUT)     | 579,63 | 9         | 570,60           |
| 10        | Aleksandr Portnov (URS)  | 561,81 | 12        | 563,37           |
| 11        | Keita Kaneto (JPN)       | 577,50 | 10        | 562,05           |
| 12        | Valery Goncharov (URS)   | 570,63 | 11        | 554,16           |
| 13        | Massimo Castellani (ITA) | 553,74 | 13        | Gick inte vidare |
| 14        | Joakim Andersson (SWE)   | 549,99 | 14        | Gick inte vidare |
| 15        | Tom Lemaire (BEL)        | 549,09 | 15        | Gick inte vidare |
| 16        | Piero Italiani (ITA)     | 542,67 | 16        | Gick inte vidare |
| 17        | Larry Flewwelling (CAN)  | 541,14 | 17        | Gick inte vidare |
| 18        | Isao Yamagishi (JPN)     | 540,72 | 18        | Gick inte vidare |
| 19        | Erich Pils (AUT)         | 532,92 | 19        | Gick inte vidare |
| 20        | David Bédard (CAN)       | 532,62 | 20        | Gick inte vidare |
| 21        | Willi Meyer (FRG)        | 511,98 | 21        | Gick inte vidare |
| 22        | Juha Ovaskainen (FIN)    | 500,76 | 22        | Gick inte vidare |
| 23        | Graeme Banks (AUS)       | 499,41 | 23        | Gick inte vidare |
| 24        | Jérôme Nalliod (FRA)     | 496,17 | 24        | Gick inte vidare |
| 25        | José Miguel Gil (ESP)    | 483,12 | 25        | Gick inte vidare |
| 26        | Graham Morris (GBR)      | 478,74 | 26        | Gick inte vidare |
| 27        | Tomasz Rossa (POL)       | 475,44 | 27        | Gick inte vidare |
| 28        | Russell Butler (AUS)     | 470,19 | 28        | Gick inte vidare |
| 29        | Robert Morgan (GBR)      | 457,65 | 29        | Gick inte vidare |
| 30        | Abraham Suárez (ECU)     | 446,92 | 30        | Gick inte vidare |
| 31        | Majed Altaqi (KUW)       | 387,60 | 31        | Gick inte vidare |
| 32        | Sun-Gee Lee (KOR)        | 362,58 | 32        | Gick inte vidare |
| 33        | Christopher Honey (BAR)  | 347,22 | 33        | Gick inte vidare |
| 34        | Kei Shan Tang (HKG)      | 298,08 | 34        | Gick inte vidare |
| 35        | Kin Chung Wong (HKG)     | 263,16 | 35        | Gick inte vidare |